# Duomo (metropolitana di Milano)
Duomo è una stazione delle linee M1 ed M3 della metropolitana di Milano.

## Storia
La stazione di Duomo fu costruita come parte della prima tratta, da Sesto Marelli a Lotto, della linea M1 della metropolitana di Milano, entrata in servizio il 1º novembre 1964.
Il 3 maggio 1990 entrò in servizio la prima tratta, da Centrale FS a Duomo, della linea M3; da tale data Duomo costituisce un punto d'interscambio fra le due linee. La linea M3 fu prolungata il 16 dicembre dello stesso anno fino a Porta Romana.
Con la costruzione della linea M3 si pensò di ridisegnare l'aspetto della piazza, secondo un progetto elaborato dall'architetto Ignazio Gardella, che prevedeva l'erezione di un monumento con fontane sul lato ovest. Tale progetto, tuttavia, non fu mai realizzato.

## Strutture e impianti
La stazione M1 presenta due binari, uno per ogni senso di marcia, serviti da due banchine laterali. L'impianto si trova sotto il lato settentrionale della piazza. Dista 340 metri da Cordusio e 688 metri da San Babila.
La stazione M3 è compresa nel tratto centrale costruito a binari sovrapposti per evitare il passaggio sotto gli edifici. Al livello inferiore si trova il binario dispari, in direzione San Donato, a quello superiore il binario pari, in direzione Comasina. L'impianto si trova sotto il lato occidentale della piazza.
Situata ad oltre 20 metri di profondità, la stazione M3 è stata per 25 anni la più profonda dell'intera rete metropolitana di Milano, primato che ha perso nel 2015 in favore della fermata Lotto della linea M5, la quale, nel 2022, è a sua volta stata superata in profondità dalla stazione Dateo della linea M4).
La stazione è fornita di un sistema di mezzanini particolarmente ampi, costruiti in previsione dell'interscambio fra le due linee. Secondo i progetti del 1952, la futura terza linea della rete avrebbe dovuto essere realizzata sopra i binari della linea M1, con il piano banchina sottostante la Galleria Vittorio Emanuele II. Benché il mezzanino della stazione fosse stato predisposto in tal senso nel 1964, il piano originale non fu realizzato.
Dai mezzanini si dipartono tre lunghi passaggi sotterranei, che ospitano spazi commerciali: la Civica Galleria Sotterranea, che conduce verso via Torino, la Galleria dell'Artigianato, che conduce alla stazione di Cordusio, e la Galleria del Sagrato, verso corso Vittorio Emanuele, che comprende un'uscita all'interno del piano interrato della Rinascente.

## Interscambi
Nelle vicinanze della stazione effettuano fermata alcune linee urbane, tranviarie ed automobilistiche, gestite da ATM.
- Fermata tram (Duomo M1 M3, linee 2, 3, 12, 14, 15, 16 e 19)
- Fermata autobus

## Servizi
La stazione dispone di:
- Accessibilità per portatori di handicap
- Ascensori
- Scale mobili
- Emettitrice automatica biglietti
- Servizi igienici
- Stazione videosorvegliata
- Bar

## Galleria d'immagini

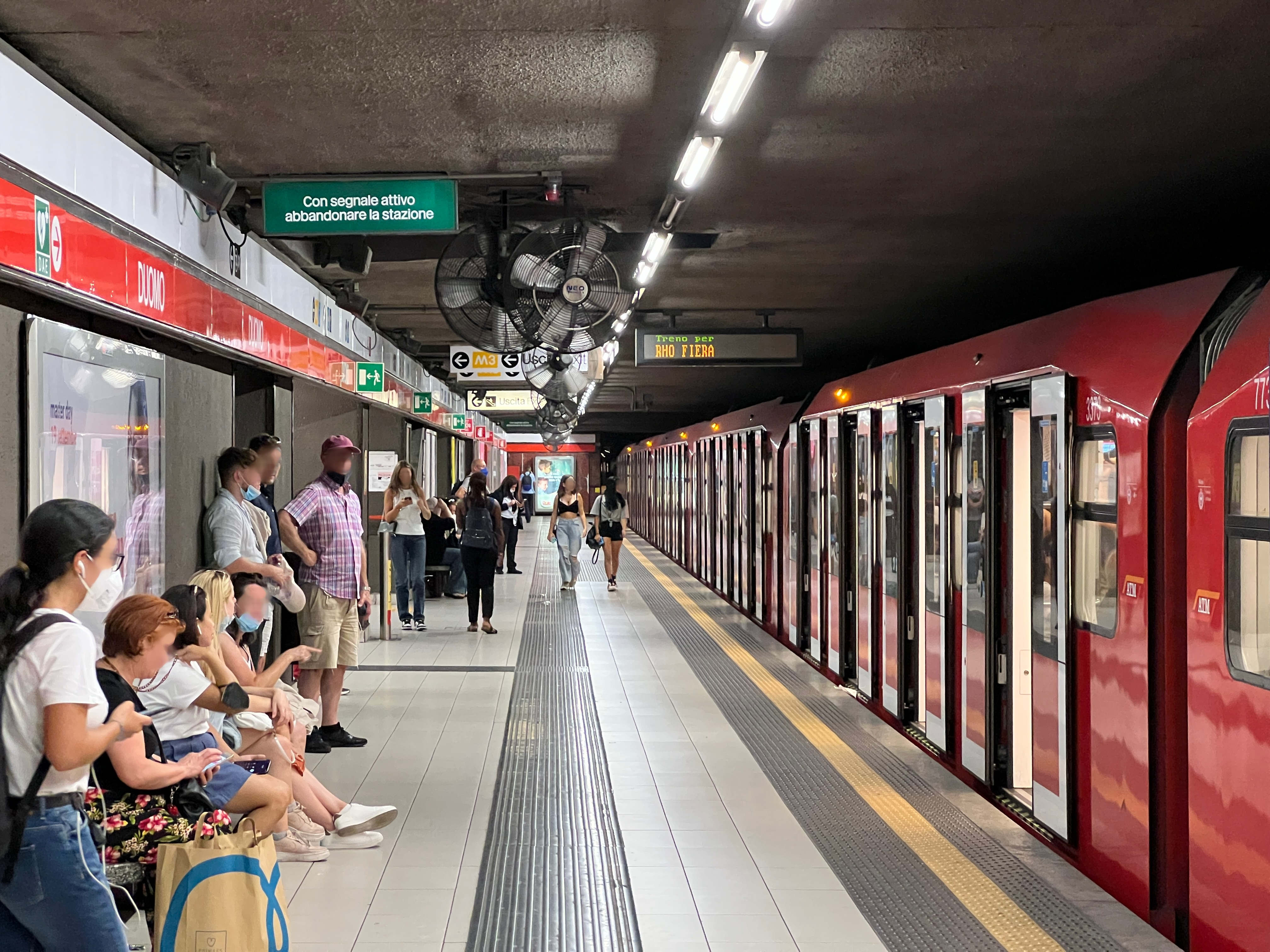
Il piano banchine della linea M1
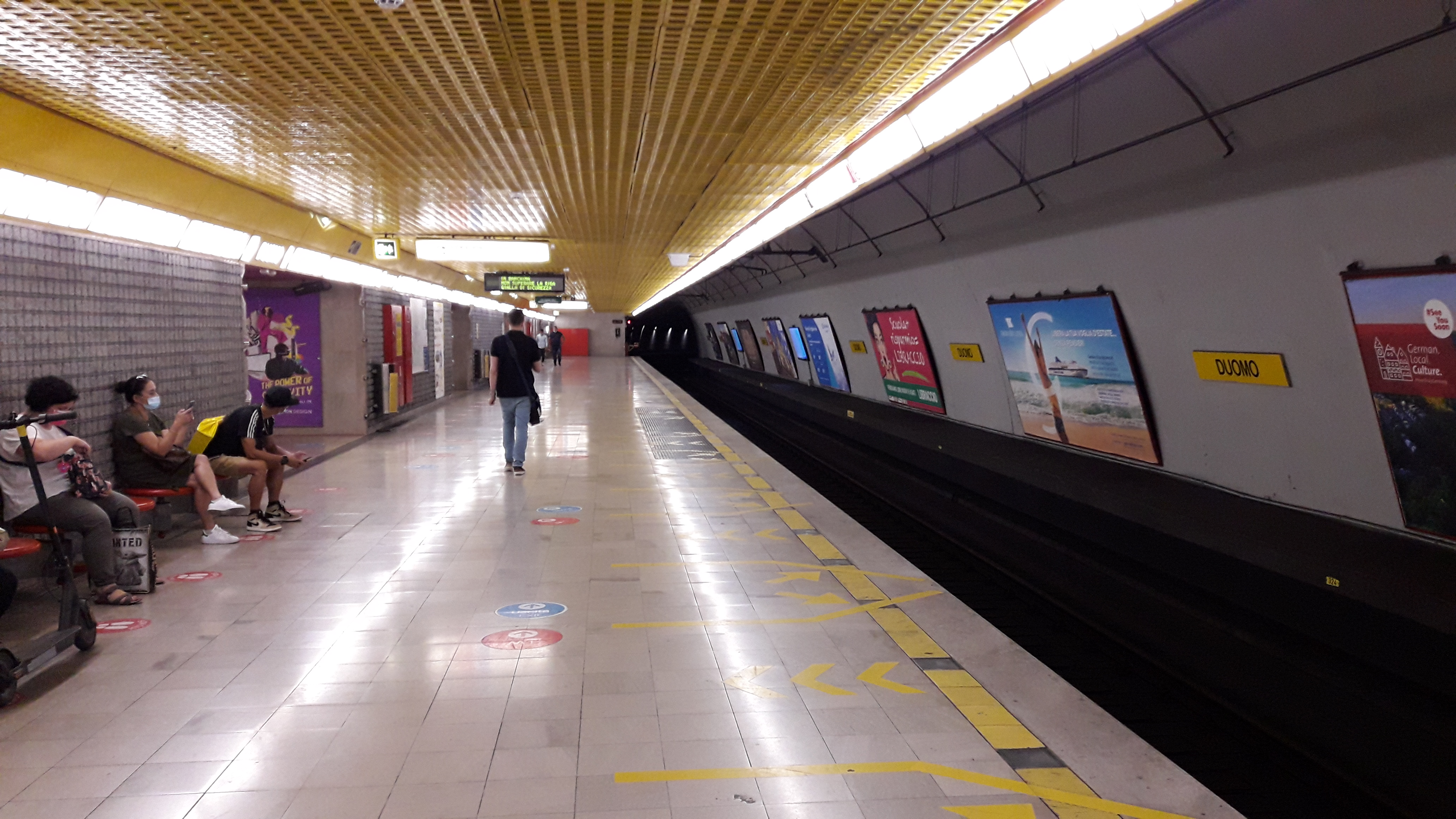
Il piano banchine della linea M3
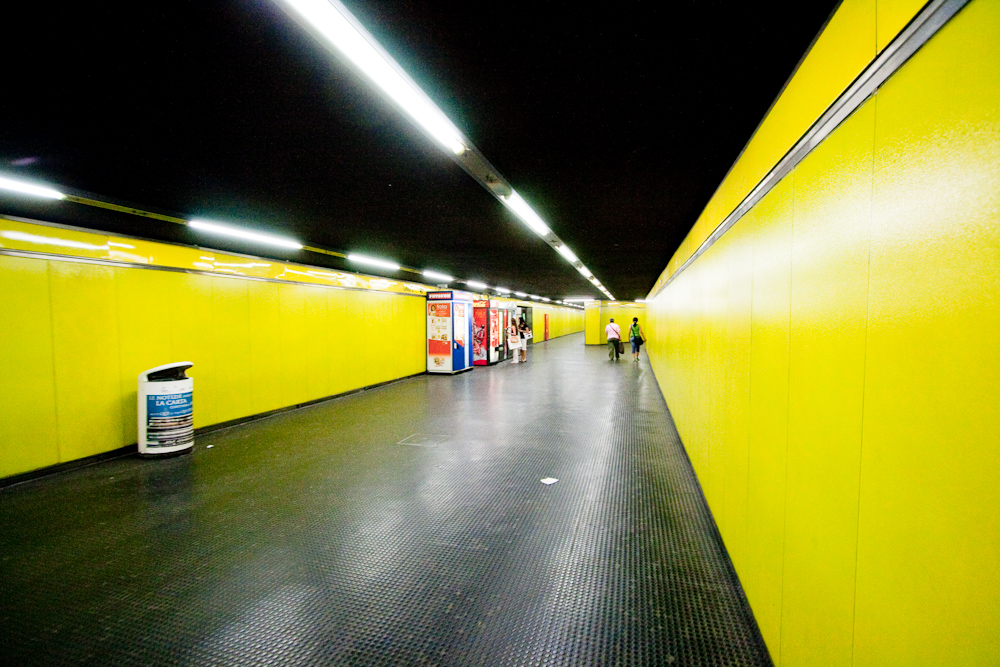
Corridoio di collegamento fra le due linee
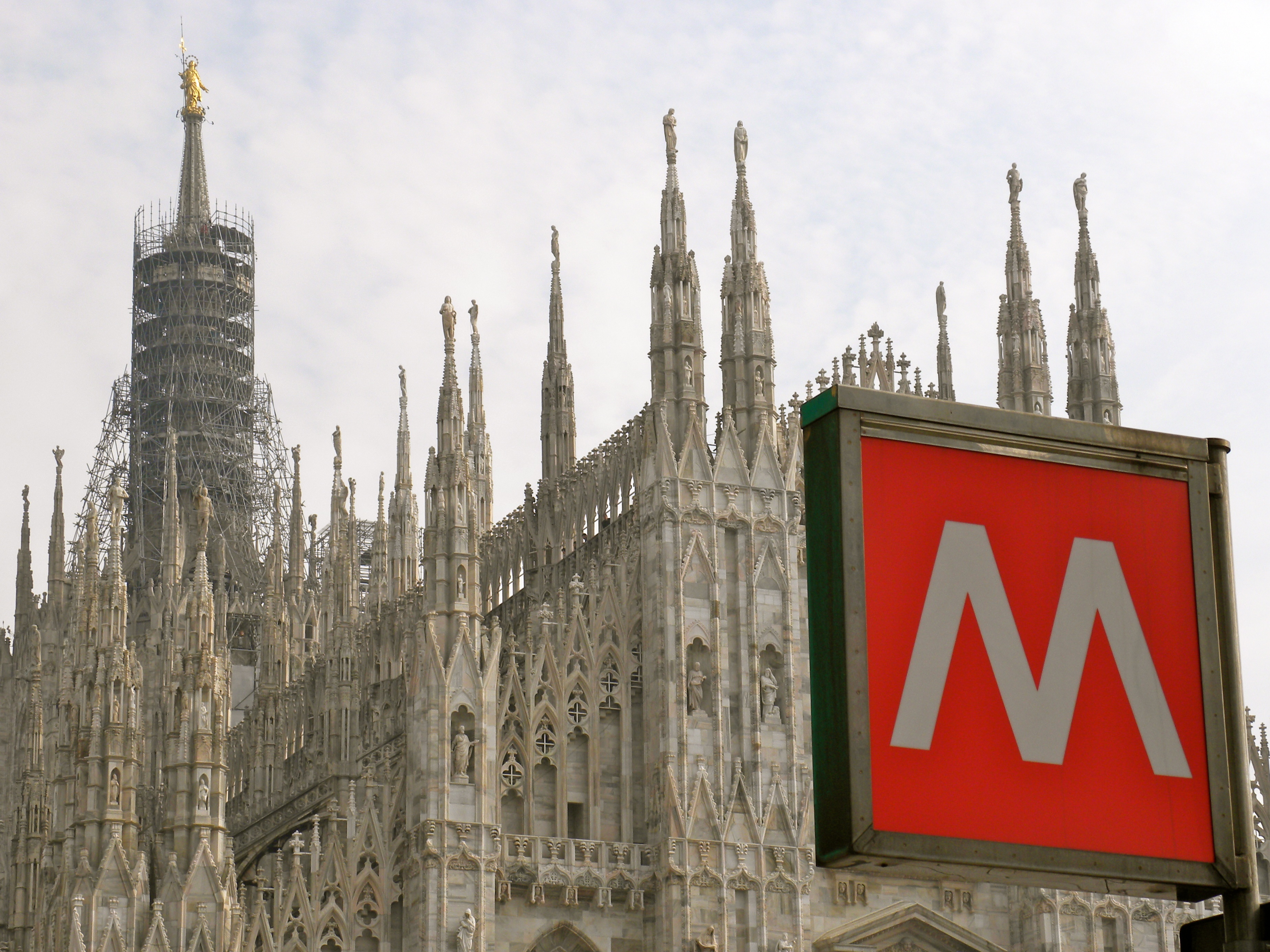
Il cartello della metropolitana con il Duomo sullo sfondo